# Sir Balan
Sir Balan le Savage, hermano de Sir Balin de Northumberland, es un personaje menor, mencionado en varias leyendas arturianas. Su historia se cuenta, junto a la de su hermano, en La balada de Balin y Balan, segundo libro en la saga de Malory Le Morté d' Arthur, y por Lord Tennyson en Idylls of the King.
Luego de que Balin luchara con Sir Lanceor de Irlanda y lo matara (causando que Colombe, amante de Lanceor, se quitara la vida), aquel emprendió la búsqueda de su hermano Balan, quien también había perdido el favor del Rey Arturo. Merlín predijo una maldición, que cayó sobre Balin y su mejor amigo, cuando el primero tomó una espada mágica de la montura de la damisela, y no la devolvió.
Balan, habiéndose unido a su hermano, decide atacar al Rey Rience, con el objeto de recuperar el honor perdido, y el favor del Rey Arturo. Los hermanos tuvieron éxito emboscando a Rience, en camino a tomar a la Dama de Vance, y lo trajeron ante Arturo. La captura de Rience resultó en la formación de una alianza de doce reyes rebeldes, incluyendo el hermano de éste, el Rey Nero. Los reyes, incluyendo a Nero, fueron capturados o muertos a manos de Arturo, con la ayuda de Balin y Balan.
Luego de la batalla, Balan se cruza con un caballero maldito, que guarda el castillo de una isla, y desafía a todos los caballeros que se acercan. Balan le da muerte a puertas del castillo, y por tanto cae en la maldición de proteger el castillo. Sir Balin, con el tiempo, se encuentra con el castillo, y se le dice que debe justar con el caballero guardian, si desea continuar. Balin no reconoce a su hermano, quien se encuentra vestido con una armadura roja y un escudo desconocido. Los hermanos luchan a muerte, y Balan muere unas horas antes que Balin.
Los hermanos fueron enterrados juntos en la isla por Merlín, quien también dejó la espada infame en la isla, que sería encontrada más adelante por Sir Galahad